# Océanite de Castro

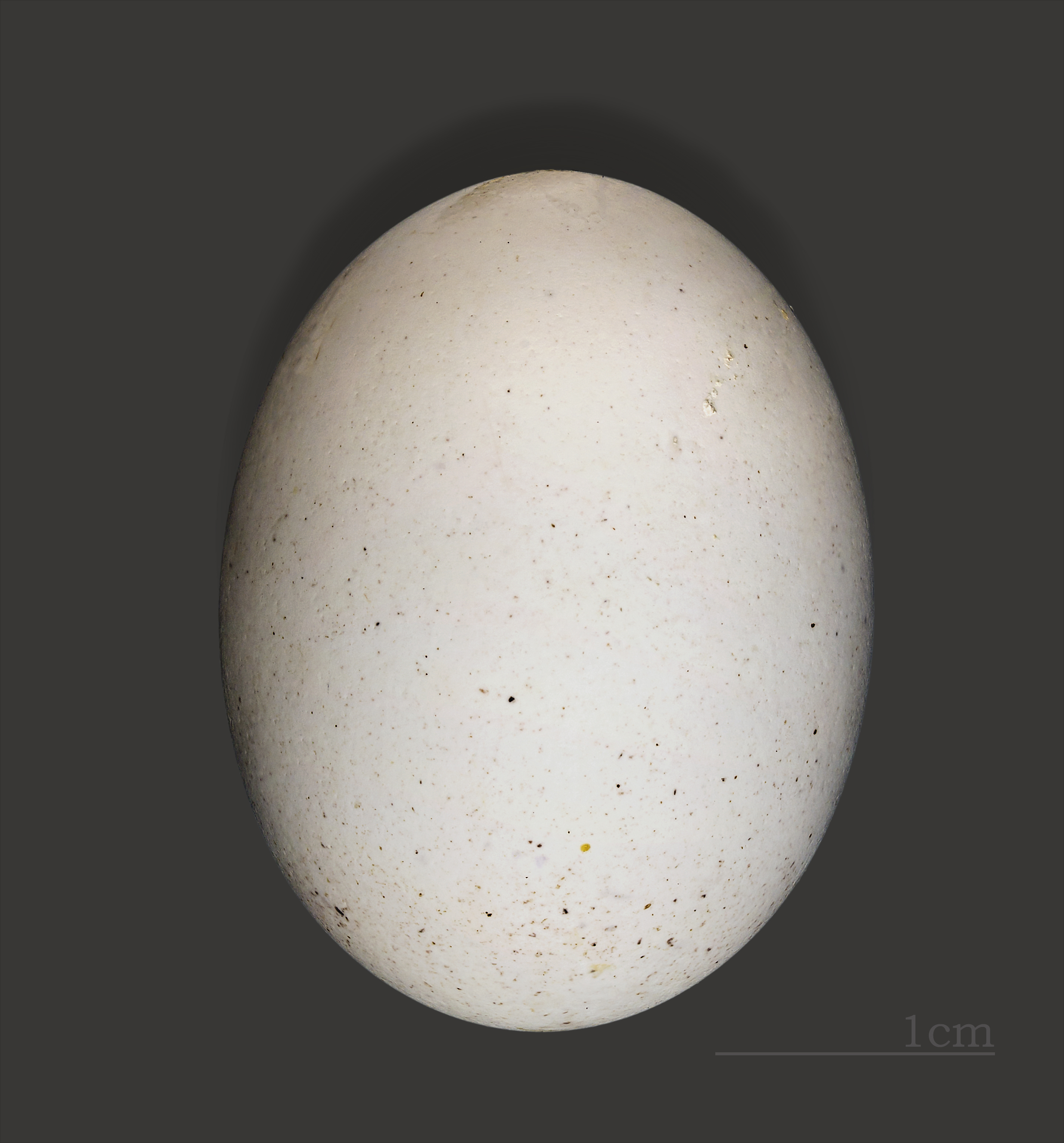
Œuf d'Océanite de Castro (coll.MHNT)

Hydrobates castro
Espèce
Synonymes
- Oceanodroma castro (protonyme)
- Thalassidroma Castro

Statut de conservation UICN

 LC  : Préoccupation mineure
L'Océanite de Castro (Hydrobates castro) est une espèce d'oiseaux marins de la famille des Hydrobatidae.

## Description
Il mesure entre 19 et 21 cm de long pour une envergure de 43 à 46 cm et pèse de 44 à 49 g. Son plumage est principalement noir-brun avec un croupion blanc. Il ressemble à l'océanite cul-blanc avec sa queue fourchue et ses longues ailes, mais ce dernier a une queue plus fourchue, un blanc réparti de façon différente au niveau du croupion, et un comportement en vol différent (le vol de l'océanite cul-blanc rappelle celui d'une guifette, alors que celui d'un océanite de Castro fait plus penser à un puffin).

## Répartition
Il se reproduit sur des îles dans les parties les plus chaudes de l'océan Atlantique et de l'océan Pacifique. Il s'agit notamment de Farilhão Grande (à quelques dizaines de kilomètres au large du Portugal), des Açores, de Madère et des Canaries dans l'Atlantique, et des Galápagos dans le Pacifique. 

## Comportement
Il niche en colonies à proximité de la mer dans les crevasses des rochers et pond un seul œuf blanc. Il passe le reste de l'année en mer. Il se nourrit en ramassant des proies (invertébrés, petits vertébrés et parfois charognes) à la surface de l'eau.  Une étude a été menée aux Açores afin de déterminer les capacités de plongée des individus; toutefois, le travail a été effectué sur la population de "saison chaude". Des études ultérieures ont montré que cette dernière constituait en fait une espèce distincte (voir ci-dessous).
Cet océanite est strictement nocturne sur les sites de reproduction pour éviter la prédation par les goélands et les rapaces diurnes, tels que le faucon pèlerin, et évite même de venir à terre les nuits de pleine lune. Comme la plupart des pétrels, sa capacité de marcher est limitée à quelques pas pour entrer dans ou sortir de son terrier.

## Systématique
Aux Açores, les récentes découvertes de populations de « saison froide » et de « saison chaude », qui utilisent les mêmes sites de nidification à des moments différents de l'année, et diffèrent également en termes de vocalisations et de mue, révèlent l'existence de deux « espèces cryptiques ». En effet, à la suite d’analyses d’ADN, la population de la « saison chaude » y a été identifiée comme étant une espèce distincte, l’Océanite de Monteiro (Hydrobates monteiroi).